# Reproduktionskosten
Reproduktionskosten sind in der Betriebswirtschaftslehre die zur Reparatur oder Wiederbeschaffung eines Sachguts notwendigen Kosten, die durch Preisveränderungen oder technischen Fortschritt von den historischen Anschaffungs- oder Herstellungskosten abweichen können. Einen modifizierten Begriffsinhalt haben die Reproduktionskosten in weiteren Fachgebieten wie der Ökologie und Soziologie.

## Betriebs- und Volkswirtschaftslehre
Diese betriebswirtschaftliche Definition gilt auch in der Volkswirtschaftslehre, wobei die Wiederherstellung im Sinne einer Wiederbeschaffung zu verstehen ist.

## Reproduktionskostentheorie
In der Volkswirtschaftslehre kursieren insbesondere drei Kostenwerttheorien, und zwar die Produktionskostentheorie von Adam Smith, die Arbeitswerttheorie von David Ricardo oder die Tauschwerttheorie des Karl Marx. Adam Smiths Produktionskostentheorie wurde von Henry Charles Carey durch dessen Reproduktionskostentheorie ersetzt. Carey zufolge tendiert der Gleichgewichtspreis dazu, sich den Reproduktionskosten anzugleichen. Careys Theorie betrachtet an Stelle der Herstellungskosten die Wiederbeschaffungskosten als maßgebend. 
Davon abgeleitet definiert sich der Wert einer Ware, einer Kapitalbeteiligung oder der Unternehmenswert aus dem Reproduktionswert, also dem zum Bewertungsstichtag zur Herstellung oder Wiederbeschaffung erforderlichen Kosten abzüglich von Wertminderungen, Abnutzungen und Schulden.

## Marxismus
Die von Karl Marx entwickelte Ausbeutungstheorie ging davon aus, dass im Kapitalismus die Arbeitskraft zur Ware werde, deren Wert durch die Kosten zu ihrer Wiederherstellung bestimmt sei. Da der Kapitalist dem Arbeiter nicht das Äquivalent des Marktwertes der von ihm geschaffenen Produkte bezahle, sondern nur den Tauschwert der Arbeit (Reproduktionskosten), stelle die Differenz zwischen beiden den Mehrwert des Kapitalisten (Profit) dar. Der natürliche Lohn entspricht Marx zufolge den Reproduktionskosten (also den Kosten für Unterhalt, Erziehung und Fortpflanzung) der menschlichen Arbeit.

## Ökologie
In der Ökologie steht einem Organismus im Regelfall für (somatisches) Wachstum und Fortpflanzung nur eine begrenzte Energiemenge oder eine andere Ressource zur Verfügung, wobei messbare Reproduktionskosten entstehen. Die Organismen müssen abwägen zwischen dem eigenen Wachstum und ihrer Reproduktion. Investiert ein Organismus viel von seiner Energie in die Reproduktion, bleibt nur wenig Energie übrig, um sein eigenes Überleben zu sichern, was indirekt Einfluss auf die zukünftige Fortpflanzung hat, die dadurch unter Umständen gesenkt wird. Wird allerdings mehr Energie auf das eigene Überleben verwendet, besteht eine höhere Chance, auch später noch Nachkommen zu zeugen, allerdings kann dann im Moment nur wenig Energie für die aktuelle Reproduktion verwendet werden. Reproduktionskosten werden deshalb definiert als die Abnahme der Überlebenswahrscheinlichkeit und/oder des Wachstums und damit verbunden die Abnahme künftiger Fortpflanzungspotenz eines Individuums als Ergebnis eines gegenwärtigen gesteigerten Reproduktionsaufwands.

## Soziologie
Reproduktionskosten sind in der Soziologie diejenigen Kosten, die im Gesundheitswesen durch die Behandlungskosten (einschließlich Rehabilitation) bei Krankheiten oder Unfällen anfallen, um die menschliche Arbeitskraft wiederherzustellen. Sie sind umso höher, je schwerer die Verletzungen ausfallen. Dabei wird zwischen direkten und indirekten Reproduktionskosten unterschieden, wobei letztere aus Kosten der Rettungsdienste, etwaigen Gerichtskosten, Verwaltungskosten der Versicherer und Bestattungskosten bestehen.